# Microrregión de Campos dos Goytacazes
La microrregión de Campos dos Goytacazes es una de las  microrregiones del estado brasileño del Río de Janeiro pertenecientes a la mesorregión del Norte Fluminense. Posee un área de 7.144,833 km² y su población fue estimada en 2006 por el IBGE en 580.000 habitantes y está dividida en cinco municipio, siendo Campos dos Goytacazes el mayor con 430.000 habitantes

## Municipios
- Campos dos Goytacazes
- Cardoso Moreira
- São Fidélis
- São Francisco de Itabapoana
- São João da Barra

- Datos: Q2597184